# Jožef Ruchini
Jožef Ruchini (italijansko Giuseppe »Pino« Ruchini), italijanski gradbeni strokovnjak slovenskega rodu, * 10. september 1930, Argentina, † 18. maj 2000, Gorica, Italija

## Življenje in delo
Rodil se je v družini kovinostrugarja Leopolda in hišne pomočnice Veronike Ruchini rojene Stepančič. Leta 1933 se je družina vrnila iz Argentine in se naselila v Gorici, kjer je Jožef končal osnovno šolo, ter se potem v Ljubljani vpisal na srednjo tehniško gradbeno šolo.
Po končanem šolanju se je v Ajdovščini zaposlil v gradbenem podjetju Primorje. V 50. letih 20. stoletja je na gradbiščih v Novi Gorici vodil več gradbenih del, med drugimi tudi gradnjo občinske zgradbe, Park hotela, upravno zgradbo soških elektrarn in upravno zgradbo Primorje Exporta. V letih 1956–1960 je v Novi Gorici poučeval v Središču za poklicno usposabljanje ter se nato preselil v Gorico. V 60. letih je v Gorici vodil gradnjo naselja Fatebenefratelli, projektiral ter nadziral gradnjo tekstilne tovarne Manifattura Goriziana, sodeloval pri projektiranju in gradnji športnega parka ob ulici Vrha sv. Mihaela (via del San Michele). Sodeloval je tudi pri prenovi Dijaškega doma in Kmečke banke ter pri drugih delih. V letih 1964–1990 je bil odbornik Zbora industrijskih izvedencev, v letih 1976−1990 tudi njegov predsednik, ter v letih 1972−1992 član gradbene komisije pri goriški občinski upravi. V šolskem letu 1978/1979 je poučeval tehnično vzgojo na goriški nižji srednji šoli Ivana Trinka.
Umrl je v Gorici, kjer je živel.